# Бен-Абдесселам, Ради
Ради Бен-Абдесселам (араб. راضي بن عبد السلام‎; 28 февраля 1929, Эр-Рашидия, Эррахидия — 4 октября 2000, Фес) — марокканский легкоатлет. На олимпийских играх 1960 года выиграл серебряную медаль в своём единственном марафоне с результатом 2:15.41,6. Он является первым олимпийским призёром от Марокко. Также на Олимпиаде в Риме он занял 14-е место в беге на 10 000 метров.
Весной того же 1960 года первым из африканских бегунов выиграл в Гамильтоне, Шотландия, Кросс наций, предшественник чемпионата мира по кроссу.